# Chandrayaan-2
Chandrayaan-2 (Hindi च्हन्द्रयान ‚Mondfahrzeug‘, Chandra für Mond, yaan für Wagen, Fahrzeug) ist eine Mondsonde der indischen Raumfahrtbehörde ISRO. Sie wurde am 22. Juli 2019 gestartet. Am 2. September trennte sich ein Landemodul ab, das statt einer geplanten weichen Landung am 6. September 2019 auf den Mond abstürzte. Die Orbiter-Einheit der Raumsonde funktioniert hingegen planmäßig und wird wissenschaftlich genutzt.
Indien verfehlte damit das Ziel, als viertes Land – nach der Sowjetunion (Luna 9, 1966), den Vereinigten Staaten (Surveyor 1, 1966) und der Volksrepublik China (Chang’e-3, 2013) – eine Sonde weich auf der Mondoberfläche zu landen.

## Vorbereitung
Ursprünglich war Chandrayaan-2 als indisch-russische Kooperation geplant, bei der der Lander von Roskosmos entwickelt werden sollte. Die Mission sollte 2011 oder 2012 starten. Nachdem jedoch Ende 2011 die russische Marsmission Phobos-Grunt fehlgeschlagen war und sich die Entwicklung des Mondlanders dadurch stark verzögert hatte, entschied sich die ISRO 2013 dafür, die Mission alleine durchzuführen. Danach verschob sich der geplante Starttermin mehrfach.
Die Kosten der Mission summierten sich bis zum Start auf knapp 10 Milliarden Rupien (etwa 130 Millionen Euro).

## Aufbau
Die Sonde besteht aus einem Orbiter und einer Landeplattform namens Vikram – benannt nach dem indischen Raumfahrtpionier Vikram Sarabhai – mit dem Rover Pragyan. Die Masse der Sonde beträgt 3850 kg, wovon 2379 kg auf den Orbiter und 1471 kg auf den Lander einschließlich des 27 kg schweren Rovers entfallen.
Der Orbiter ist mit acht Instrumenten ausgestattet, darunter je eine Kamera zur hochauflösenden Fotografie und zur Erstellung eines digitalen Höhenmodells der Mondoberfläche. Ein Massenspektrometer soll die dünne Mondatmosphäre analysieren und nach Isotopen wie Helium-3 suchen, während die Ionosphäre mit Radiowellen im Mikrowellenbereich untersucht wird, die von Bodenstationen auf der Erde empfangen werden. Ein Infrarotspektrometer und ein Synthetic Aperture Radar sollen das Vorhandensein von Wasser an und unterhalb der Mondoberfläche bestätigen. Außerdem soll mit einem Röntgenfluoreszenzspektrometer die chemische Zusammensetzung der Oberfläche ermittelt werden. Über Solarzellen wird der Orbiter mit bis zu 1000 Watt an elektrischer Leistung versorgt.

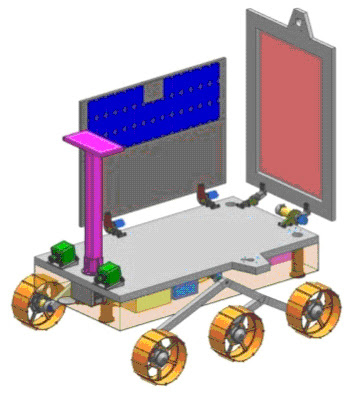
Der Rover „Pragyan“

Die Landeplattform verfügte über einen Seismographen zur Aufzeichnung von Mondbeben, eine Langmuir-Sonde zur Untersuchung der Plasmahülle des Mondes und ein Messinstrument für die Wärmeleitfähigkeit der Mondoberfläche. An der Oberseite ist – wie bereits beim Mondlander Beresheet – ein Laser-Retroreflektor angebracht, der vom Goddard Space Flight Center der NASA bereitgestellt wurde. Er war Teil des NGLR-Projekts (Next Generation Lunar Retroreflector) der University of Maryland und der italienischen Forschungseinrichtung INFN. Ziel dieses Projekts war die Platzierung mehrerer Reflektoren, mit denen Mondsatelliten und Raumschiffe ihre Höhe über der Mondoberfläche bestimmen können. Die Solarzellen des Landers sollten 650 Watt an elektrischer Leistung bereitstellen.
Der Rover verfügte über Solarzellen mit bis zu 50 Watt Leistung. Mit zwei Spektrometern sollte er chemische Analysen des Mondgesteins vor Ort durchführen. Der Rover konnte eine Geschwindigkeit von 1 cm/s (0,036 km/h) erreichen und bis zu 500 Meter zurücklegen.

## Missionsverlauf
Der Start erfolgte am 22. Juli 2019 vom Satish Dhawan Space Centre mit einer GSLV Mk III, der stärksten indischen Trägerrakete. Die Sonde wurde zunächst in eine hochelliptische Erdumlaufbahn gebracht, deren Apogäum schrittweise von 45.475 km auf 142.975 km angehoben wurde. Ein 17-minütiger Triebwerkslauf am 14. August brachte die Sonde auf eine Transferbahn zum Mond. Vier Wochen nach dem Start schwenkte sie mit einer Triebwerksbrenndauer von knapp 30 Minuten in eine hochelliptische Mondumlaufbahn ein. Von dort wurde sie – umgekehrt zum Start von der Erde – schrittweise bis in einen 100 km hohen Orbit heruntergebremst. Am 48. Missionstag, dem 6. September 2019, sollte Vikram zwischen 22 und 23 Uhr MESZ zwischen den Kratern Manzinus C und Simpelius N landen, das heißt bei etwa 70° südlicher Breite. Der Anflug dieses Punkts war anspruchsvoller als bei den Landeplätzen aller früherer Mondmissionen, weil diese näher am Äquator liegen. Einige Stunden später sollte die Roverfahrt beginnen.

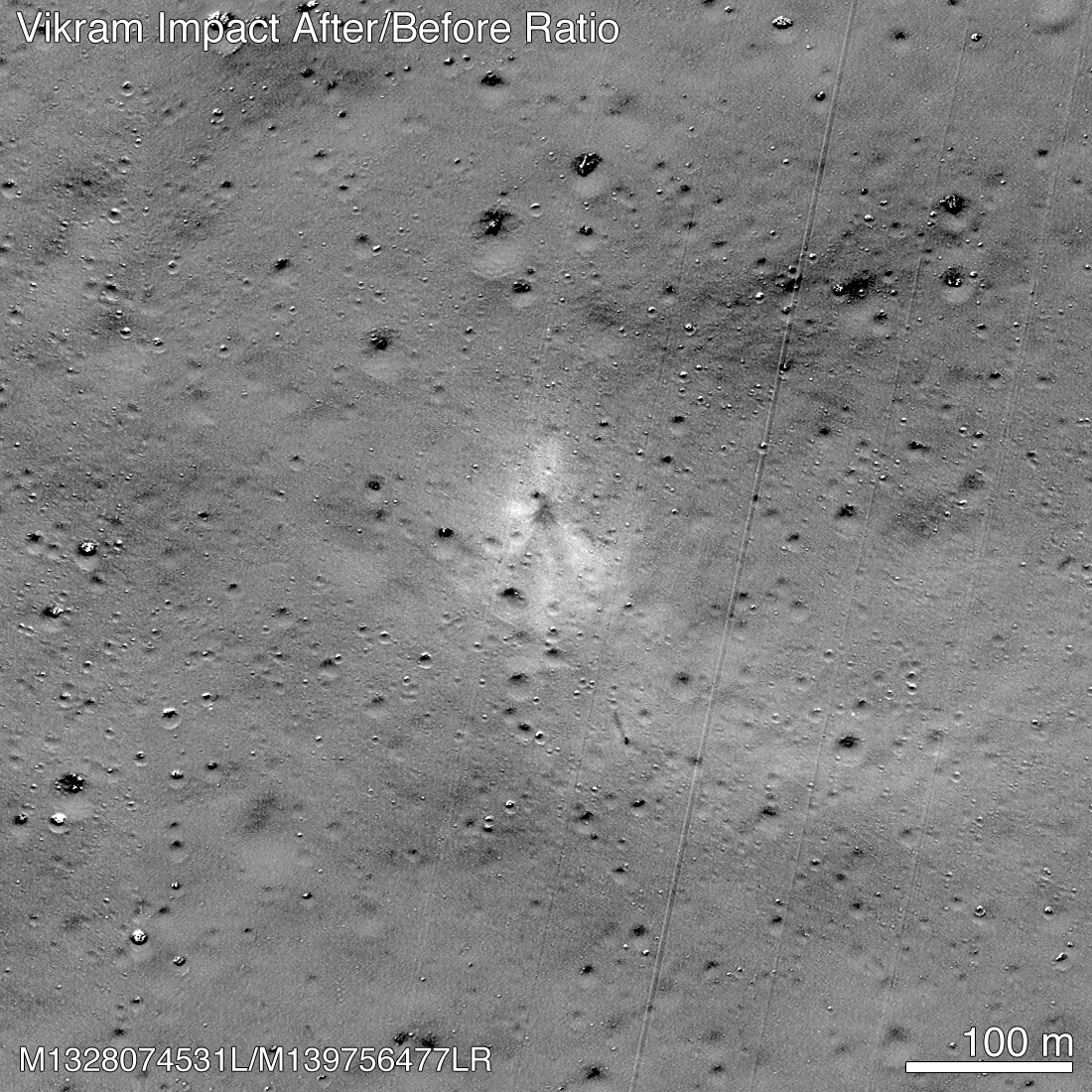
Die Absturzstelle. Aufnahme des Lunar Reconnaissance Orbiters

Der Abstieg in Richtung Mondoberfläche verlief bis zu einer Höhe von zumindest 2,1 Kilometern planmäßig. Danach ging der Funkkontakt mit dem Lander verloren, der in 500 Metern Höhe wegen eines Softwarefehlers die Kontrolle über den Bremsvorgang verlor und abstürzte. Am nächsten Tag meldete die ISRO, dass es gelang, den Lander mit einer Kamera des Orbiters zu fotografieren, sodass die Absturzposition (70,881° Süd und 22,784° Ost) bekannt ist. Danach wurde noch bis zum Ende des Mondtages, was ca. 2 Wochen sind, erfolglos versucht Kontakt mit dem Lander aufnehmen, auch mit Unterstützung des Deep Space Networks der NASA.
Für den Orbiter wurde zunächst eine Missionsdauer von einem Jahr angesetzt. Wegen eingeplanter Reserven sowie einer höheren Startgeschwindigkeit als erwartet und entsprechend eingespartem Treibstoff ist jedoch ein wesentlich längerer Betrieb möglich. Laut widersprüchlicher Angaben der ISRO beträgt die erwartete Missionsdauer nahezu sieben oder über siebeneinhalb Jahre. Lander und Rover waren nur für einen Mondtag Betriebsdauer ausgelegt, was etwa 14 Erdtagen entspricht. Danach wäre ihre Solarstromversorgung ausgefallen.